# Oberholzeria
Genre
Espèce
Oberholzeria est un genre de plantes à fleurs de la famille des Fabaceae, de la sous-famille des Faboideae (ou Papilionoideae), du clade des Meso-Papilionoideae et du clade des Génistoïdes. Il ne comporte qu'une seule espèce Oberholzeria etendekaensis endémique de Namibie.
Le nom de genre Oberholzeria a été donné en honneur de Johanna Allettha Oberholzer (née en 1965), épouse de Wessel Swanepoel, botaniste sud-africain.

## Publication originale
- (en) Swanepoel W, le Roux MM, Wojciechowski MF, van Wyk AE (2015). "Oberholzeria (Fabaceae subfam. Faboideae), a New Monotypic Legume Genus from Namibia". PLOS ONE. 10 (3): e0122080. Bibcode:2015PLoSO..1022080S. DOI 10.1371/journal.pone.0122080, PMC 4376691, PMID 25816251.